# کاپا بادبان
کاپا بادبان یک ستاره است که در صورت فلکی بادبان قرار دارد.